# Antillas Neerlandesas en los Juegos Olímpicos de México 1968
Las Antillas Neerlandesas estuvieron representadas en los Juegos Olímpicos de México 1968 por cinco deportistas, tres hombres y dos mujeres, que compitieron en dos deportes.
El equipo olímpico no obtuvo ninguna medalla en estos Juegos.